# 中國詐騙集團
中國詐騙集團，也被稱為中國大陸詐騙集團，為根據地在中華人民共和國的詐騙集團犯罪份子的統稱，其骨幹成員以中華人民共和國公民為主體，也有其他具有華裔血統的成員加入。是中国黑帮中的一支，以事網路詐騙及電信詐騙為大宗，其犯罪範圍由中國大陸，遍及東南亞各國，如緬甸、柬埔寨、菲律賓等地，以及台灣、美國、加拿大等地。
支持中國詐騙集團的背後勢力，除了華裔黑幫與當地軍閥之外，中國國安部門也被懷疑涉入其中，可能受到中國政府的保護。

## 概論
中國詐騙集團最初起源於福建省安溪與湖南省婁底雙峰縣等地。隨著中國政府推動一帶一路，以及在2015年開始加強打擊電信犯罪，中國犯罪份子開始進行跨國犯罪，進入泰國、柬埔寨西港與緬甸等地，除了開設賭場外，也在此成立詐騙園區，招募犯罪成員，從事網路與電信詐騙。通過招募中國、香港、台灣、泰國、菲律賓和馬來西亞等國的青年，至當地從事電信詐騙。受害者抵達當地後，即被扣押護照，拘禁在工作地點，以電話及網路來詐騙其他人。除了強制工作與暴力攻擊外，也有遭到人口販賣。
2021年起，中共中央總書記習近平推動打擊詐騙，針對藏匿在海外的中國詐騙集團份子的家人進行勸說，以及註銷戶籍與拆毀住宅的威脅，強迫他們回中國投案。

## 各地區發展

### 中國
中國詐騙集團最初起源於福建省安溪县與湖南省婁底市雙峰縣，之後擴及中國各地。詐騙集團成員有地域性，在各地形成詐騙據點。
自2020年起，中國上海發現詐騙集團以偽造學歷、經歷與公司方式，假裝業務銷售人員，對中小企業進行大規模詐騙的多起案件。
2021年，中國國務院打擊治理電信網絡新型違法犯罪工作部際聯席會議，將河北省豐寧縣、福建省龍巖市新羅區、江西省餘干縣、湖南省雙峰縣、廣東省茂名市電白區、廣西壯族自治區賓陽縣和海南省儋州市等7地，列為重點打擊區域。

### 緬甸
緬甸軍政府領袖敏昂來與華裔黑幫來往密切，華裔幫派中的四大家族，分別為明家、白家、魏家和劉家，在緬北果敢地區建立詐騙園區，從中國召募犯罪成員，形成緬北華裔電訊詐騙集團。這些詐騙園區中最有名的為臥虎山莊與KK園區。根據德國之聲記者於2023年的調查，這些詐騙集團的背後主使者皆為中國人，包括中國商人王益承、澳門14K老大尹國駒等人。這些中國罪犯支持中國政府的一帶一路計劃，為了中國共產黨服務，得到中國政府的背後支持。
與中國公安部合作，緬甸軍政府於2023年從緬甸北部移送約3.1萬名中國電信犯罪集團成員回到中國。

### 柬埔寨
經香港記者調查，中國公民董勒成、徐愛民與佘智江等人為柬埔寨詐騙集團背後的首腦。

### 馬來西亞
馬來西亞警方於2022年曾破獲一個約有七百多名中國人的詐騙集團，逮捕了680個中國公民。

### 印尼
印尼警方於2023年逮捕了在印尼從事詐騙的中國嫌犯，移送回中國。

### 菲律賓
菲律賓於2022年與2023年發現中國詐騙集團招募菲律賓人至緬甸、柬埔寨與寮國的詐騙園區工作，在東南亞進行詐騙。

### 台灣
台灣黑幫竹聯幫與中國詐騙集團有緊密合作關係。
中國詐騙集團在台灣透過購買大量門號，再以境外方式進行網路詐騙。台灣曾發現電信公司員工與中國詐騙集團合作，出售大量企業門號給詐騙集團的事件。
針對台灣公民被誘騙到柬埔寨從事非法工作，中華民國外交部也對中國詐騙集團發表譴責聲明。

### 韓國
韓國警方2022年在首爾偵辦的餵毒勒索案件，懷疑有中國詐騙集團涉入。

### 美國
美國曾發現有華裔美國人勾結中國詐騙集團，進行洗錢的案件。

### 英國
英國內政部在2024年《全球詐騙峰會》（Global Fraud Summit）公布英國詐騙案件有七成來自境外。有中國留學生、旅英台灣人與旅英香港人向媒體分享經歷，遭到中國詐騙集團假冒中國官員威脅，可能被引渡至中國，因此遭到金錢詐騙。